# Jean Baudrillard
Pour les articles homonymes, voir Baudrillard (homonymie).
Jean Baudrillard, né le 27 juillet 1929 à Reims et mort le 6 mars 2007 à Paris, est un philosophe et sociologue français, théoricien de la société contemporaine, connu surtout pour ses analyses des modes de médiation et de communication de la postmodernité.

## Biographie

### Jeunesse et formation
D'origine paysanne, Jean Baudrillard est fils unique. Il est remarqué à l'école primaire par ses instituteurs, qui l'aident à intégrer le lycée et à devenir boursier. C'est au lycée Henri-IV à Paris qu'il prépare le concours d'entrée à l'École normale supérieure. Cependant, durant cette préparation, il fait sa première rupture radicale en tournant le dos au concours, pour aller s'établir comme ouvrier agricole, dans la région d'Arles.
À son retour, il finit ses études supérieures à la Sorbonne et obtient le CAPES d'allemand. Nommé successivement dans différents lycées en France, puis lecteur résident des universités en Allemagne et lecteur de littérature allemande aux éditions du Seuil, il traduit plusieurs ouvrages, notamment avec Gilbert Badia Dialogue d'exilés de Bertolt Brecht, pour l'Arche, Marat-Sade de Peter Weiss, d'autres avec Gilbert Badia, Henri Auger, et Renée Cartelle, pour Les Éditions sociales, ainsi que L'Idéologie allemande de Karl Marx. Il traduit également les poèmes de Hölderlin qui restent inédits jusqu'à leur publication dans Les cahiers de l'Herne, en 2005. Il publie plusieurs articles critiques en littérature internationale dans Les Temps modernes.
De son premier mariage avec Lucile, il a deux enfants, Gilles et Anne. En pleine guerre d'Algérie, sa paternité lui vaut de rester dans la région parisienne pendant son service militaire, comme archiviste au Centre du cinéma des armées.

### Nanterre

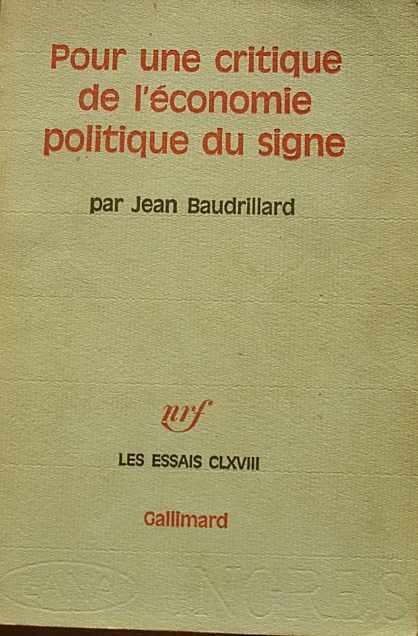
Couverture du livre de Jean Baudrillard Pour une critique de l'économie politique du signe.

Jean Baudrillard fait sa seconde rupture en cessant l'enseignement secondaire, et opte pour la philosophie politique en entreprenant une thèse de doctorat en troisième cycle de sociologie de la vie quotidienne (soutenue en 1966 sous le titre Le Système des objets devant un jury composé de Roland Barthes, Pierre Bourdieu et Henri Lefebvre) discipline associée à la sociologie urbaine et fondée en France par le philosophe Henri Lefebvre, tout en suivant les cours de Roland Barthes à la VIe section de l'École pratique des hautes études.
Son premier ouvrage théorique, Le Système des objets, paraît en 1968 — tardivement selon ses propres mots, puisqu'il est alors âgé de 39 ans. En même temps, Jean Baudrillard est devenu chargé de cours (puis assistant et maître de conférences) à l'Université Paris-Nanterre, dans le département dirigé par Henri Lefebvre. N'ayant jamais voulu préparer une thèse de Doctorat d'État, il n'obtiendra pas le statut de Professeur des universités, malgré plus de vingt ans passés à enseigner à Nanterre.
Jean Baudrillard est l'une des figures pédagogiques de référence des activistes du mouvement du 22-Mars. Des années plus tard, Baudrillard déclare :

« On passait de l'histoire transcendante, la grande Histoire, à une sorte de contre-histoire. On descendait vers l'anodin et la banalité qui devenaient des objets dignes d'intérêt sur le plan historique (…) On était déjà redescendu de l'Histoire, des grands mouvements sociaux et historiques. Et finalement, sous ses airs un peu bénins, cette plongée dans la vie quotidienne, même si je n'aime pas beaucoup ce terme qui est un peu réducteur, c'était quand même une espèce de révolution. En fait, plutôt une involution par rapport à l'Histoire. On descendait de la transcendance de l'Histoire dans une espèce d'immanence de la vie quotidienne, et à travers elles toutes ces choses telles que la sexualité qu'on avait largement oubliées dans l'idéalisme historique. »

Il est également l'un des créateurs de la revue-groupe « Utopie » (1967/1980), enseignant à l'université Paris-X Nanterre et directeur scientifique à l'université Paris-IX Dauphine (1986/1990), et cofondateur du comité de rédaction du CCI en 1967 puis du CNAC Pompidou, Traverses. Il était enfin membre de la direction de la revue canadienne anglophone Ctheory (en).
Un des passeurs de l'œuvre de Jean Baudrillard aux États-Unis est l'éditeur de Semiotext(e) et ancien membre du Cerfi, dont la thèse a également été informée par Roland Barthes, Sylvère Lotringer ; il a émigré à New York pour devenir professeur en littérature comparée et française, à l'université Columbia, et poursuit son activité d'éditeur chercheur avant-gardiste. Notamment, dans les années 1980, il organise l'accès du philosophe à l'art contemporain et aux avant-gardes new-yorkaises et sa rencontre avec Andy Warhol, sur lequel l'auteur écrit Le Snobisme machinal, texte inaugural de la rétrospective du CNAC Pompidou, en 1997. Auparavant, Jean Baudrillard fait un premier séjour aux États-Unis, dans le Colorado, à l'occasion du colloque de Aspen en 1970, puis il découvre les universités californiennes, rencontrant lors de ses voyages les grandes figures intellectuelles et littéraires du moment, tels Marshall Mac Luhan, Philip K. Dick, Paul Watzlawick et probablement d'autres membres de l'école de Palo-Alto ou de la pensée Cyber. C'est aussi l'époque d'une carrière italienne du sociologue philosophe, invité chaque année par le mouvement sémiotique d'Umberto Eco, à Urbino. En même temps et après, les autres pays le demandent. Il ne faut pas plus d'une dizaine d'années pour qu'il devienne connu sur le plan international.
Critique du rationalisme et de l'épistémologie scientifiques et des concepts relatifs de réalité et de virtualité, sa philosophie l'a amené à accepter l'honneur de Satrape du Collège de 'Pataphysique en 2001. En fait, la Pataphysique lui est connue depuis sa classe de Philosophie à Reims, où il a été introduit à 18 ans par son professeur même, dans cette « science des solutions imaginaires ». Il est membre de l'Institut de recherche sur l’innovation sociale au CNRS[réf. nécessaire] et rédige de nombreux articles et critiques dans la presse. Il montre comment les tendances sociologiques contemporaines comme les commémorations, les « tsunactions » (réaction de la société comme celle qui a eu lieu après le tsunami qui a frappé les côtes sud-asiatiques en 2005) et autres excès sont les moyens obscènes de l'extension quasi- « totalitaire » du Bien pour obtenir une cohésion.
Il inspire de nombreux artistes, musiciens et cinéastes, depuis les simulationnistes de New York jusqu'aux Wachowski de Matrix, dont il dénonça la récupération : « Matrix, c’est un peu le film sur la Matrice qu’aurait pu fabriquer la Matrice ». Malgré Le Complot de l'art, critiquant vivement la « nullité » de l'art contemporain, Jean Baudrillard était un amateur d'art ; les archives au Whitney Museum l’attestent.

### Chanson
Jean Baudrillard est aussi l'auteur de textes chantés par Megumi Satsu, chanteuse japonaise : Motel Suicide et Lifting zodiacal.
En 1996 dans le cadre du Chance Festival (au casino Whiskey Pete's, dans la ville de Stateline dans le Nevada), il enregistre en Live un album nommé « Suicide moi », en présence de Tom Watson, Mike Kelley, George Hurley, Lynn Johnston, Dave Muller, Amy Stoll, ainsi que de la chanteuse Allucquère Rosanne Stone.

### Photographie
L'œuvre photographique constitue une exploration parallèle des voyages et des décors collectifs ou familiers du philosophe. Elle aurait commencé avec un appareil automatique qui lui aurait été offert lors de son premier voyage comme invité au Japon, en 1981[réf. nécessaire] ; il est certain que le gadget devint un compagnon inséparable, accompagnant tous les déplacements de celui devenu l'« objecteur de vision » ; puis les photos développées changèrent de format, structurant l'œuvre seconde… Elle est complémentaire de son œuvre écrite et permet de saisir l'« objet qui vient se débarrasser du sujet en se donnant à l'objectif », y compris son propre corps photographié, ce que l'écriture n'aurait pu actualiser.
Sa première exposition eut lieu à la Maison européenne de la Photographie en 2000, à Paris, et depuis s'est déplacée dans le monde. D'ailleurs, la photographie en général a inspiré des textes à Jean Baudrillard, y compris répondant à l'appel de photographes comme au collectif « Tendance floue », dont le livre Sommes-nous ?, avec un texte du philosophe qui les a suivis depuis leur premier ouvrage de librairie, a remporté l'Infinity Award 2007 du meilleur livre de photographie, de l'International Center of Photography à New York. Avec le colloque au sujet de sa philosophie, au centre d'Art ZKM de Karlsruhe, ce fut l'exposition La Disparition du monde dans l'espace de la Documenta, à Cassel, recension de ses photographies depuis les années 1970, qui marqua la célébration allemande de ses 75 ans, en hommage à son œuvre, en 2004-2005. Un ensemble important de ses travaux photographiques fut également exposé en 2018 lors de L'Almanach 18 au sein du domaine de la Romanée-Conti, espace d'exposition appartenant au Consortium Museum de Dijon,.

### Débat critique solidaire
Jean Baudrillard a été solidaire et amical avec des philosophes postmodernes de sa génération et les a visités jusque dans leurs derniers moments. Lui-même a rencontré la solidarité de ses proches amis, notamment Michel Maffesoli, Edgar Morin, Marc Guillaume, Jacques Donzelot, François Barré, Paolo Fabbri, Jean-Paul Curnier, Françoise Gaillard, Sylvère Lotringer, Hubert Tonka (en), Jean Nouvel, Paul Virilio, Yann Kersalé, François Seguret, Henri-Pierre Jeudy, Guy Peellaert et d'autres rencontrés plus tard, tel François L'Yvonnet.
En 1995, il épouse Marine Dupuis, directrice de la photographie du magazine Sciences et Avenir, entre autres, qui l'accompagne dans la plupart de ses déplacements pour les conférences et les expositions.
En 2005, il reçoit la médaille d'or du Círculo de bellas artes (Espagne).

### Mort

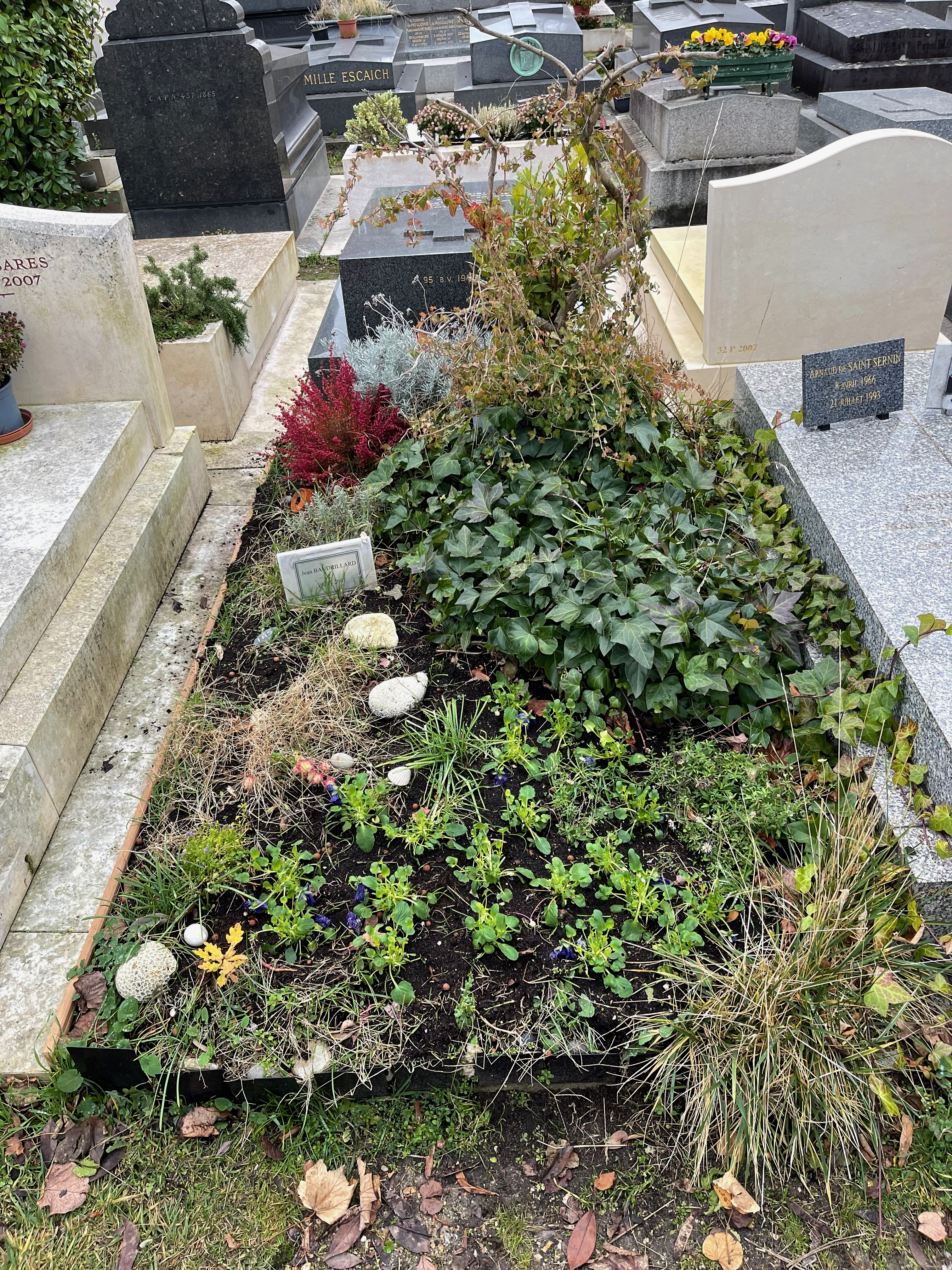
Tombe de Jean Baudrillard au cimetière du Montparnasse (Paris, 2021).

Mort le 6 mars 2007 à Paris, il est mis en terre au cimetière du Montparnasse. 
Cérémonie laïque et sans condoléances[précision nécessaire] avec des interventions officielles et privées contradictoires faisant dire au philosophe René Schérer, présent parmi le public : « Tout ça est parfaitement normal, l'enterrement de Baudrillard n'a pas eu lieu et c'est tant mieux, à présent il va vivre »[réf. nécessaire].
Son œuvre forme un dispositif expérimental en triptyque dont chaque partie présente un miroir critique de l'autre : l'œuvre éditée, l'œuvre médiatique, l'œuvre photographique[réf. nécessaire].

## Introduction à l'œuvre
« La séduction représente la maîtrise de l'univers symbolique, alors que le pouvoir ne représente que la maîtrise de l'univers réel. »

Jean Baudrillard est un théoricien de la société contemporaine, connu surtout pour ses analyses des modes de médiation et de communication de la post modernité, bien que la portée de son œuvre se soit étendue à travers le temps à des sujets plus variés et parfois liés aux événements contemporains, et présentés comme tels par l'ensemble du système médiatique (qui dépasse les simples médias) comme la consommation, les relations de couples, la compréhension sociale de l'histoire à travers des commentaires sur le SIDA, le clonage, l'affaire Rushdie, la première guerre du Golfe et les attentats du World Trade Center.
Contemporain de Guy Debord, Michel Foucault, Jacques Lacan, Roland Barthes, Gilles Deleuze et autres penseurs des années 1970, il s'éloigne de la psychanalyse et du marxisme et se distingue du structuralisme, en insistant en particulier sur la sémiotique, c'est-à-dire la réflexion sur les signes (linguistiques, économiques, etc.). Ses premiers livres présentent une critique de La Société de consommation (1970) et du « système des objets », titre de son premier opus en 1968. Inspiré par les thèses de Saussure qui fourniront le pivot de ce qu'on a appelé le « mouvement structuraliste », Baudrillard pense simultanément et dans une relation réciproque les systèmes de signification et d'interprétation. Il est ainsi l'initiateur du mouvement post-structuraliste.
Toutes ces idées défendent le principe général selon lequel la signification — et donc la valeur — sont interprétés, selon la sémiotique structuraliste, en matière d'absence. Ainsi « chien » signifie « chien » non en raison de ce que le mot indique mais parce qu'il n'indique pas « chat », « chèvre », « arbre » etc. Les mots sont ici « auto-référentiels ».
Baudrillard emploie ce principe pour soutenir l'idée que dans notre société « globale », où la technologie des communications a créé une prolifération excessive de sens, l'auto-référentiel du sens a incité à la création non pas d'un « village global » (modèle McLuhan), mais à celle d'un monde où la signification a été effacée et où la société a été réduite à une masse opaque, où le « réel » a été réduit aux seuls signes autoréférentiels de son existence. De façon controversée, Baudrillard a présenté par cette théorie une manière de mieux comprendre les événements du 11 septembre.
Ayant posé son postulat de l'érosion de la signification par son excès, Baudrillard continue, à l'opposé de Foucault, la critique contre le rationalisme kantien et la conception traditionnelle des Lumières au fondement de l'humanisme libéral actuel. Il l'accuse, sous sa forme humanitaire qui abolit toute politique possible, de devenir l'autre forme de l'ingérence militaire et la figure de l'arrogance occidentale. Il ne cherche à comprendre le monde, ni comme un sujet qui aurait le désir d'appréhender le monde avec cohérence, ni dans l'idée d'une interpolation de puissance dans la subjectivité (Foucault). Baudrillard présente le concept de l'objet et sa puissance à séduire (sa puissance de passer pour, ou de simuler).
Du point de vue politique, un tel effort l'a conduit à s'opposer de plus en plus à la logique sémiotique (signification, signe, sens, facilité d'échange) pour revenir à la logique anthropologique d'un système symbolique : celui de l'échange de cadeaux, du potlatch (pratique de la destruction somptuaire) et des analyses du principe du Mal (et ce que signifie l'évocation du principe). Il prolonge en cela le travail anthropologique de Marcel Mauss et de Georges Bataille.
À la fin de sa vie, l'aboutissement anthropologique de son travail l'a conduit à caractériser le monde en fonction d’opposition binaire entre des cultures symboliques (fondées sur l'échange de cadeaux) et un monde « globalisé » (fondé sur l'échange de biens et de signes, c’est-à-dire un monde qui n'a aucune réponse à la logique symbolique). Par conséquent, Baudrillard aboutit à la conclusion que l'expansion du capitalisme et du discours néolibéral le justifiant, sème inconsciemment les graines de ce qui réagit contre lui, en raison de son manque de compréhension de l'aspect symbolique de l'existence sociale.

## Théorie de l'histoire
Interrogé à ce sujet, il déclarait :

« Cela a toujours été pour moi, non une méthode, mais une forme d’anticipation : aller par anticipation au bout d'un processus, pour voir ce qui se passe au-delà. Je pense toujours que ce qui se passe, ou pourrait se passer au-delà, est en fait déjà là dans le processus même, et que la fin est déjà là, à partir du commencement. Tout se développe en même temps. Les commencements et les fins marchent en parallèle. Cela bouleverse évidemment un peu tout le champ des causes et des effets, on est passé un peu au-delà !… Cela dit, je ne vois aucun moyen, comme Canetti semblait le croire, de revenir au point où la distinction était possible entre le Bien et le Mal, le Vrai et le Faux, etc. Autrement dit, de revenir aux conditions d'un exercice rationnel et traditionnel de la pensée. Ma vision est sans doute plus catastrophique, mais pas au sens apocalyptique, plutôt d'une révolution ou d'une mutation des choses. Et cette mutation est due à une accélération : on essaie d'aller de plus en plus vite, si bien qu'en fait on est déjà arrivé à la fin. Virtuellement ! Mais on y est quand même. »

Ainsi, Baudrillard écrit, à propos de la « disparition de la réalité », notion forgée sur la conception de la « réalité » :

« En fait, cela renvoyait pour moi [la problématique de la hantologie, de l'histoire hantée par sa disparition, etc.] au problème très général de la réalité, attendu que la réalité n'est rien d'autre qu'un principe. Le « Principe de réalité », la réalité objective et le processus de reconnaissance qu'elle appelle, disparaissent en quelque sorte. À ce moment précis, la réalité délivrée de son principe devient, dans un développement exponentiel, intégrale. On a alors affaire à une réalité où tout est opérationnalité, ou plus rien ne reste hors champ. Si tout se réalise ou s'accomplit, c'est d'abord sur la base de la disparition de l'« essence », de la « transcendance » ou du « principe » de la réalité. Cette base spectrale nous mène, d'une certaine façon, au virtuel, et à tous ces mondes où règne la virtualité. »

On a pu opposer, à ce discours dit de la « fin des idéologies », en vogue après la chute du mur de Berlin en 1989, la résurgence de nouvelles formes de nationalismes, tribalismes et autres conflits ethniques, ayant mené, dans les Balkans, au Rwanda et ailleurs à des génocides, ainsi qu'à un « retour du religieux », qui insiste davantage sur l'islamisme que sur d'autres fondamentalismes religieux. Mais pour Baudrillard :

« Ces histoires-là c'est du « rhabillage ». Si je veux analyser le terrorisme, je ne vais pas le faire en fonction du discours islamiste. C'est une façon d'exorciser les choses que de les renvoyer à une religion, à une idéologie, à une conviction. Si j'observe le terrorisme, c'est l'acte terroriste en tant que fracture d'une puissance mondiale. Cela peut venir de n'importe où, et qu'il y ait des convictions religieuses derrière ne m'intéresse pas. La résurgence des discours ethniques, religieux, linguistiques montre que quelque chose se crispe, se cristallise contre l'hégémonie, contre « l'empire », contre cette pensée unique, cette puissance unique. D'aucuns l'appellent un choc de cultures, un choc d'idéologies. Mais c'est insoluble. Prendre parti pour ou contre ne m'intéresse pas. Ce que je cherche à voir, c'est l'antagonisme véritable. Or, l'antagonisme se manifeste sur un mode symbolique, c'est donc tout autre chose : il s'agit de la mise en jeu de la mort dans un système qui cherche à exclure, qui se veut « zéro mort », et dont la puissance repose sur cette exclusion. La mort disparaît du système et le pouvoir de l'Empire repose sur cette espèce de non-mort, de non-événement. Alors des singularités surgissent, mais différentes du discours qu'elles tiennent. Je ne peux pas juger de la rhétorique islamiste, je n'y rentre pas… Il faut essayer de voir ce qu'il en est de l'acte en dehors de l'idéologie des acteurs. »

Ce refus de prendre en compte l'idéologie des acteurs pour s'intéresser aux actes se rapproche au plus près de la philosophie politique d'un Foucault. Dans son essai Power Inferno (2002) consacré précisément au problème du terrorisme, il critiquait le refus occidental de toute négativité et de tout dehors, analysant la résistance des « singularités » contre l'universalité de l'Idée. À l'instar de la Généalogie de la morale nietzschéenne, cette analyse se voulait « par-delà le bien et le mal », en tout cas dénué de tout jugement de valeur. Aussi, Baudrillard a pu critiquer aussi bien la société de consommation, des années 1970 à aujourd'hui, que le mouvement altermondialiste post-guerre froide :

« Ce qui peut faire échec au système, ce ne sont pas des alternatives positives, ce sont des singularités. Or les singularités ne sont ni bonnes ni négatives. Elles ne sont pas une alternative, elles sont d'un autre ordre. Elles n'obéissent plus à un jugement de valeur ni à un principe de réalité politique. Elles peuvent donc être le meilleur ou le pire. On ne peut donc les fédérer dans une action historique d'ensemble. Elles font échec à toute pensée unique et dominante, mais elles ne sont pas une contre-pensée unique — elles inventent leur jeu et leurs propres règles du jeu. »

Dans cet essai, Baudrillard critique ainsi aussi bien l'impérialisme occidental, dont l'universalisme humanitaire, assisté du bras militaire de l'OTAN, demeure la figure concrète, que toute théorie d'un « choc des civilisations », soutenue aussi bien par un Samuel Huntington, qui a rendu célèbre cette formule, que par l'islamisme radical qui oppose la Oumma (communauté des croyants) à l'« Occident ». Il écrit ainsi :

« Il ne s'agit donc pas d'un choc des civilisations, mais d'un affrontement, presque anthropologique, entre une culture universelle indifférenciée et tout ce qui, dans quelque domaine que ce soit, garde quelque chose d'une altérité irréductible. Pour la puissance mondiale, tout aussi intégriste que l'orthodoxie religieuse, toutes les formes différentes et singulières sont des hérésies… La mission de l'Occident (ou plutôt de l'ex-Occident, puisqu'il n'a plus depuis longtemps de valeurs propres) est de soumettre par tous les moyens les multiples cultures à la loi féroce de l'équivalence. »

Il oppose donc l'altérité radicale des singularités à l'universalité vide représentée par la société de consommation actuelle. Mais ces singularités peuvent surgir aussi bien à l'intérieur qu'à l'extérieur de cette société : c'est pourquoi il ne s'agit pas d'un « choc des civilisations ». Il critique ainsi notre incapacité foncière à envisager la possibilité d'une existence autre, différente de notre monde occidental — sans pour autant porter de jugement de valeur :

« Pour un tel système, toute forme réfractaire est virtuellement terroriste. Ainsi encore l'Afghanistan. Que, sur un territoire, toutes les licences et libertés démocratiques — la musique, la télévision ou même le visage des femmes — puissent être interdites, qu'un pays puisse prendre le contre-pied total de ce que nous appelons civilisation — quel que soit le principe religieux qui soit invoqué, cela est insupportable au reste du monde libre. Il n'est pas question que la modernité puisse être reniée dans sa prétention universelle. »

## Simulacres et Simulation
Le développement du travail de Baudrillard, tout au long des années 1980, se dégage des théories axées sur la critique de l'économie des signes, au profit de considérations sur la médiation et la communication des masses. Bien qu'il ait maintenu un intérêt pour la sémiotique de Saussure et sa logique d'échange symbolique (sous l'influence de l'anthropologue Marcel Mauss), Baudrillard a de plus en plus tourné son attention vers les théories de Marshall McLuhan, développant des idées sur la façon dont la nature des relations sociales est déterminée par les formes de communication d'une société. De cette manière, Baudrillard s'est placé au-delà de la sémiologie formelle de Saussure et de Roland Barthes pour considérer les implications des signes au travers de l'histoire, et constituer ainsi une sémiologie structurale.
De manière notoire, il soutient — dans le livre L’Échange symbolique et la mort — que les sociétés occidentales ont subi une « précession de simulacre ». La précession, selon Baudrillard, a pris la forme d'arrangement de simulacres, depuis l'ère de l'original, jusqu'à la contrefaçon et la copie produite mécaniquement (cf. Walter Benjamin : « L'œuvre d'art à l'ère de la reproductibilité technique »), à travers « le troisième ordre de simulacre » où la copie remplace l'original. Baudrillard distingue néanmoins le simulacre de la copie, en ce que la copie se réfère à l'original (une copie d'un tableau ne prend son sens qu'à l'égard du tableau original), tandis que le simulacre ne fait que simuler d'autres simulacres : toute notion d'une œuvre originale, d'un événement authentique, d'une réalité première, a disparu, pour ne plus laisser la place qu'au jeu des simulacres. En ceci, Baudrillard rejoint l'analyse nietzschéenne de la vérité comme voile, et de la pudeur de la féminité, ensemble de voiles qui ne font que voiler d'autres voiles. Ôtez tous les voiles, et il ne reste plus rien.
Se référant à une fable de Borges écrite sous le nom de Suarez Miranda, remettant en cause aussi bien la notion classique de l'auteur que celle de la chronologie nécessaire à toute histoire des idées (les nouvelles d'un auteur pouvant ainsi influencer un auteur antérieur), Baudrillard a affirmé que dans notre société actuelle, le simulacre avait remplacé l'original, tout comme dans la nouvelle de Borges, la carte de l'Empire se substituait au territoire lui-même. Baudrillard a éprouvé, en particulier dans les années 1990, ses théories à l'aune, non pas du réel puisque celui-ci a disparu, mais des événements médiatiques successifs. Ainsi, dans son livre La Guerre du Golfe n'a pas eu lieu, il écrit que le simulacre de la guerre a précédé le conflit réel. Bien qu'il ait été lourdement attaqué, aussi bien au sein du système universitaire français que par des auteurs se posant en défenseur de l'héritage des Lumières, l'analyse de Baudrillard n'annihile pas pour autant, malgré ses apparences, toute notion de réalité ou de politique. On a pu ainsi le qualifier d'« apolitique » voire de « réactionnaire ». Pourtant, il écrivait, dès Simulacres et simulation, que la simulation précède le réel, possédant ainsi une valeur productrice. En aucun cas, cela signifie que ce que nous avons coutume d'appeler « le réel » ne possède plus aucune valeur et que Baudrillard se soit fourvoyé dans une sorte de nihilisme ou de cynisme conservateur. Sa réflexion sur le statut des singularités en est le témoin. Reprenant en partie la critique situationniste de l'urbanisme, il a pu prendre l'exemple des aménagements urbains qui prétendent ôter la possibilité même de la « délinquance » en modélisant le territoire et en effaçant tout lieu susceptible de fonctionner comme lieu public de rassemblement (bref, « la rue »).
En utilisant cette ligne du raisonnement, Baudrillard en vient à caractériser l'époque actuelle — en poursuivant et en modifiant radicalement la critique de l'idéologie de Ludwig Feuerbach et celle de la société du spectacle de Guy Debord — comme « hyper-réalité » où le vrai en vient à être effacé ou remplacé par les signes de son existence. Une telle affirmation — celle pour laquelle Baudrillard a le plus contribué et a été le plus lourdement critiqué — est typique des « stratégies fatales » consistant à formuler des théories sur le monde social, au-delà d'elles-mêmes, à travers le langage. Baudrillard a pu affirmer que ce qui était important, c'était de formuler des « théories intéressantes », et non pas vraies, ce qui a donné lieu à plusieurs dénonciations de son supposé « cynisme ». Plutôt que de dire, par exemple, « notre hystérie autour de la pédophilie est telle que nous ne comprenons plus vraiment ce qu'est l'enfance », Baudrillard écrivait, dans The Dark Continent of Childhood (2002), que « l'enfant n'existe plus ». Goethe lui-même considérait l'enfance inaccessible et Nietzsche ne parlait pas d'un « retour aux Grecs », mais visait, par l'approche de la Grèce antique, une altérité radicale à laquelle nous pouvions nous confronter. De même plutôt que dire — comme Susan Sontag dans son livre Sur la photographie — que la notion de la réalité a été embrouillée par la profusion de ses images, Baudrillard en est venu à affirmer que : « le réel n'existe plus ». Ce faisant Baudrillard caractérisa, dans Le crime parfait, son défi philosophique comme n'étant plus la question de Leibniz « Pourquoi y a-t-il quelque chose plutôt que rien ? », mais plutôt : « Pourquoi y a-t-il rien plutôt que quelque chose ? »

## Critiques
Jean Baudrillard a fait l'objet de nombreuses critiques. Par exemple, Alan Sokal et Jean Bricmont — tous deux physiciens — se demandent dans Impostures intellectuelles, qui s'attaque aux auteurs de la philosophie postmoderne, parmi lesquels Baudrillard, ce qu'il resterait de la pensée de ce dernier « si l'on en retirait tout le vernis verbal qui la recouvre ». Répondant à ces critiques, il précisait que c'était précisément le rôle du scientifique de créer des concepts pas forcément compris tout de suite par tout le monde.
Sur l'art contemporain, en lançant « L’art contemporain est nul », Jean Baudrillard s'est durablement mis à dos les amateurs d'art contemporain, comme le critique André Rouillé qui, moins d'un mois après le décès de Baudrillard, dit :
« À l’approche du nouveau millénaire, à un moment où la « lepénisation des esprits » faisait sournoisement son œuvre, Jean Baudrillard et ses émules ont donc rendu possible à certains d’être ouvertement ennemis de l’art contemporain comme d’autres pouvaient être racistes : sans complexe, sûrs du bien-fondé de leurs positions, dans une totale méconnaissance de l’objet de leur haine ou de leur mépris, et… avec cet avantage de ne pas risquer de sanctions pénales ! »
Concernant les attentats du 11 septembre 2001, il écrira peu après dans un article du journal Le Monde « L'allergie à tout ordre définitif (…) est heureusement universelle, et les deux tours du World Trade Center incarnaient parfaitement (...) cet ordre définitif », et a évoqué la "jubilation prodigieuse" suscitée par cet évènement, ce qui lui valut des critiques pour apologie du terrorisme.
De façon plus anecdotique, lors de la sortie de son livre Oublier Foucault, Michel Foucault, visé par l'ouvrage, commentera avec humour : « Moi, mon problème, ce serait plutôt de me rappeler Baudrillard ».

## Œuvres
- Le Système des objets : la consommation des signes, Paris, éd. Gallimard, 1968.
- La Société de consommation, 1970.
- Pour une critique de l'économie politique du signe, 1972.
- Le Miroir de la production, 1973
- L’Échange symbolique et la mort, Paris, éd. Gallimard, 1976.
- Oublier Foucault, Paris, éd. Galilée, coll. « Espace critique », 1977.
- L’Effet Beaubourg, 1977.
- À l'ombre des majorités silencieuses, 1978.
- L’Ange de stuc, 1978.
- De la séduction, 1979.
- Enrico Baj, 1980.
- Cool Memories, 1980-1985.
- Simulacres et Simulation, 1981.
- À l'ombre des majorités silencieuses, 1982.
- Les Stratégies fatales, Paris, éd. Grasset, 1983.
- La Gauche divine, Paris, éd. Grasset, 1985.
- Amérique, Paris, éd. Grasset, 1986.
- L’Autre par lui-même, Paris, éd. Galilée, 1987.
- Cool Memories 2, 1987-1990.
- La Transparence du mal, 1990.
- La Guerre du Golfe n'a pas eu lieu, 1991.
- L’Illusion de la fin ou la grève des événements, 1992.
- Fragments, Cool Memories 3, 1991-1995.
- Figures de l'altérité, 1994.
- La Pensée radicale, 1994.
- Le Crime parfait, 1995.
- Le Paroxyste indifférent, entretiens avec Philippe Petit, 1997.
- Amérique, 1997.
- Écran total, 1997.
- De l'exorcisme en politique, ou la conjuration des imbéciles, 1997.
- Car l'illusion ne s'oppose pas à la réalité, 1997.
- Le Complot de l'art, 1997.
- Illusion, désillusion esthétiques, 1997.
- « À l'ombre du millénaire ou le suspens de l'An 2000 » in La grande mutation ; enquête sur la fin d'un millénaire, 1998.
- L’Échange impossible, 1999.
- Sur le destin, 1999.
- Sur la photographie, 1999.
- Cool Memories IV, 2000.
- Les Objets singuliers : architecture & philosophie, 2000, dialogue avec l'architecte Jean Nouvel.
- Le Complot de l'art, entrevues, 2000.
- Mots de passe, 2000.
- D'un fragment à l'autre, entretiens avec François L'Yvonnet, 2001.
- L’Élevage de poussière, 2001.
- Le Ludique et le policier, 2001.
- Au royaume des aveugles, 2002.
- Power Inferno ; Requiem pour les Twins Towers ; Hypothèse sur le terrorisme ; La violence du Mondial, Paris, éditions Galilée, 2002.
- L’Esprit du terrorisme, 2002 (texte publié dans Le Monde le 3 novembre 2001) [[ lire en ligne]].
- Pataphysique, 2002.
- La Violence du monde, avec Edgar Morin ; Paris, éd. du Félin, 2003.
- Au jour le jour, 2000-2001, 2003.
- Le Pacte de lucidité ou l'intelligence du mal, 2004.
- Cahier de l’Herne no 84, dirigé par François L'Yvonnet, 2005.
- Cool Memories V, Paris, éd. Galilée, 2005.
- À propos d'Utopie, entretien avec Jean-Louis Violeau, 2005.
- Oublier Artaud, avec Sylvère Lotringer, Sens & Tonka, 2005.
- Les Exilés du dialogue, avec Enrique Valiente Noailles, 2005.
- Pourquoi tout n'a-t-il pas déjà disparu ?, Paris, éd. de L'Herne, 2007 ; 2e éd. revue et corrigée, 2008.
- Carnaval et cannibale, Paris, éd. de L'Herne, 2008.
- Le Mal ventriloque, Paris, éd. de L'Herne, 2008.

## Allusions
Jean Baudrillard et ses œuvres sont parfois employés dans d'autres livres ou dans des films. On remarque notamment des allusions dans Matrix, réalisé en 1999 par les Wachowski. Au tout début, on y voit Neo alias Thomas Anderson prendre un disque dans un livre portant le titre de Simulacres et Simulation. Plus loin dans le film, le personnage de Morpheus évoque « le désert du réel », expression employée dans l'introduction de l'ouvrage dans laquelle Baudrillard évoque, en inversant une fable de Jorge Luis Borges, une simulation dans laquelle il ne subsisterait plus que des lambeaux de réalité, qu'il appelle ainsi « le désert du réel ». Un peu plus loin dans l'introduction, un passage est également très évocateur du film : « Le réel est produit à partir de cellules miniaturisées, de matrices et de mémoires, de modèles de commandement — et il peut être reproduit un nombre indéfini de fois à partir de là. Il n'a plus à être rationnel, puisqu'il ne se mesure plus à quelque instance, idéale ou négative. Il n'est plus qu'opérationnel. » Cela met en avant la suite du film et porte un questionnement sur la réalité de la matrice.

### Discussions critiques
- Marx - désir/besoin - Faye - la monnaie - sur Baudrillard ; Deleuze, Anti-Œdipe et Mille plateaux, séminaire de Vincennes (28/05/1973).
- Les conceptions de l'énoncé, suite - à propos de l'économie politique du signe ; Deleuze, Anti-Œdipe et Mille plateaux, séminaire de Vincennes (04/06/1973).
- (en) Baudrillard Vs. Foucault ; fil de discussion modéré par Daniel Makagon sur la liste Foucault.info (04/11/1996).
- (en) Baudrillard's seduction ; fil de discussion modéré par Ian Robert Douglas sur la liste Foucault.info (26/10/1998).
- (en) Irony and Sadness-After Jean Baudrillard 2, sur l'ironie et la tristesse radicale, correspondance par email entre Geert Lovink et McKenzie Wark, publiée dans le site Network Cultures (03/2007).
- (de) Mensch ohne Eigenschaften, Dirk de Pol, publiée dans Der Tagesspiegel (No 54/1996).

#### Bases de données et dictionnaires
- Ressources relatives aux beaux-arts :   - Artists of the World Online
  - Delarge
  - Museum of Modern Art
  - RKDartists
  - Union List of Artist Names
- Ressources relatives à la recherche :   - Diffusion des savoirs de l'École normale supérieure
  - Persée
  - Stanford Encyclopedia of Philosophy
- Ressources relatives à la musique :   - MusicBrainz
  - Répertoire international des sources musicales
- Ressource relative à la littérature :   - Internet Speculative Fiction Database
- Ressource relative au spectacle :   - Les Archives du spectacle
- Ressource relative à plusieurs domaines :   - Radio France
- Ressource relative à la bande dessinée :   - Comic Vine
- Notices dans des dictionnaires ou encyclopédies généralistes :   - Britannica
  - Brockhaus
  - Den Store Danske Encyklopædi
  - Deutsche Biographie
  - Enciclopedia De Agostini
  - Gran Enciclopèdia Catalana
  - Hrvatska Enciklopedija
  - Internetowa encyklopedia PWN
  - Nationalencyklopedin
  - Munzinger
  - Proleksis enciklopedija
  - Store norske leksikon
  - Treccani
  - Universalis
  - Visuotinė lietuvių enciklopedija
- Notices d'autorité :   - VIAF
  - ISNI
  - BnF (données)
  - IdRef
  - LCCN
  - GND
  - Italie
  - Japon
  - CiNii
  - Espagne
  - Belgique
  - Pays-Bas
  - Pologne
  - Israël
  - NUKAT
  - Catalogne
  - Suède
  - Canada

#### Essais, presse, discours
- (en) The spirit of Jean Baudrillard, Gone but still breathing new life into his field, Arthur Kroker (texte original), John Armitage, in The thing.net (New York, 08/03/2007, 16/03/2007)
- (en) Baudrillard's terror, création photographique et citation, Daniel Perlin (New York, 07/03/2007).
- (en) « My death is everywhere, my death dreams », Portrait, sur la mort symbolique et les origines sociales, K-punk (Pays-Bas, 09/07/2007).